# Catasticta flisa
Catasticta flisa är en fjärilsart som först beskrevs av Herrich-Schäffer 1858.  Catasticta flisa ingår i släktet Catasticta och familjen vitfjärilar. Inga underarter finns listade i Catalogue of Life.